# مجموعة السلوقيان المجرية الثانية
مجموعة السلوقيان المجرية الثانية Canes II Group أو Canes Venatici II Group -(CVn II Group) هي مجموعة بارزة من المجرات تقع في إتجاة كوكبة السلوقيان على بعد يقدر بحوالي 26.1 مليون سنة ضوئية من الأرض. تقع المجموعة ضمن عنقود مجرات العذراء العظيم. أكبر مجرة داخل التجمع هي مسييه 106 (NGC 4258)، وهي مجرة حلزونية متوسطة ضلعية.

## الاعضاء
مجموعة السلوقيان المجرية الثانية تقع مباشرة وراء مجموعة السلوقيان المجرية الأولى ومن الصعب تحديد المجرات التي تنتمي إليها المجموعة. ومن المحتمل أن تكون المجموعتان متصلتين.وهناك العديد من مجموعات المجرات في هذا المجال من السماء تتصل في نهاية المطاف إلى عنقود مجرات العذراء العظيم على بعد خمسين مليون سنة ضوئية .
- NGC 4096
- NGC 4144
- UGC 7267
- UGC 7271
- UGC 7298
- UGC 7320
- NGC 4242
- NGC 4248
- M106/NGC 4258
- UGC 7356
- NGC 4288
- UGC 7408
- UGC 7599
- UGC 7608
- NGC 4460
- UGC 7639
- KK151
- NGC 4485
- NGC 4490
- UGC 7678
- UGC 7690
- UGC 7699
- UGC 7719
- UGC 7751
- UGC 7774
- UGC 7827
- إن جي سي 4618/IC 3667
- إن جي سي 4625/IC 3675
- UGC 7949
- NGC 4707

## وصلة خارجية
- CVn II Group على موقع ويكي سكاي: DSS2, SDSS, GALEX, IRAS, Hydrogen α, X-Ray, Astrophoto, Sky Map, Articles and images